# Perizoma mollis
Perizoma mollis är en fjärilsart som beskrevs av Paul Dognin 1913. Perizoma mollis ingår i släktet Perizoma och familjen mätare. Inga underarter finns listade i Catalogue of Life.